# Jon Kortajarena
Jon Kortajarena, właśc. Ramón Kortajarena Redruello (ur. 19 maja 1985 w Bilbao) – hiszpański model i aktor.
Został dostrzeżony jako model przez Toma Forda. Wystąpił w kampaniach reklamowych dla Just Cavalli, Versace, Giorgio Armani, Bally, Etro, Trussardi, Diesel, Mangano, Lagerfeld, Pepe Jeans, H&M, Zara i Guess. Zajął siódme miejsce na liście Top 25 „The Money Guys” portalu Models.com. W 2019 odebrał nagrodę magazynu „GQ”.
Za działania na rzecz ochrony środowiska otrzymał wyróżnienie „osobowość roku” od organizacji Climate Reality Project.

## Życiorys

### Wczesne lata
Urodził się w Bilbao w północnej Hiszpanii, w baskijskiej prowincji Bizkaia jako syn fryzjerki Nurii Redruello Sánchez, która samotnie wychowała jego i młodszą siostrę. Część swojego dzieciństwa spędził na Lanzarote. Mając 10 lat uczęszczał do szkoły baskijskiej Ikastola, ale ze względu na częste podróże – naukę kontynuował w szkołach publicznych, prywatnych i później katolickich. Został odkryty jako model w 2003 w Barcelonie, kiedy towarzyszył przyjacielowi, który został zaproszony do wzięcia udziału w pokazie mody.
Moje dzieciństwo było skromne i szczęśliwe. Nie mieliśmy dużo pieniędzy, ale byliśmy kochającą się rodziną. Cenię sobie to, że mam mocny kręgosłup moralny i cały system wartości, który wyniosłem z domu. Dorastałem ze świadomością, że mogę rozwijać skrzydła, próbować latać, bo nawet jeśli spadnę, w rodzinie znajdę wsparcie. To chyba największy prezent, jaki można dać dziecku.

### Kariera
Został odkryty we wrześniu 2003 podczas wakacji w Barcelonie i towarzyszył przyjacielowi, który został zaproszony na pokaz mody. Tam osoba rejestrująca transakcje zauważyła go i przekonała, by spróbował podjąć pracę w świecie mody. Jego pierwsze doświadczenie zawodowe zdobywał podczas pokazu Madrid Fashion Week dla Roberto Verino. Jego pierwszym doświadczeniem zawodowym był pokaz mody Roberto Verino – Cibeles Madrid Fashion Week w Madrycie. Pozostawił Bilbao, swoje rodzinne miasto i wyruszył do Paryża. W 2004, w wieku 18 lat, Kortajarena został twarzą Just Cavalli dla wiosennej kampanii Roberta Cavalliego. Od tego czasu regularnie reklamował Dolce & Gabbana, Versace i Toma Forda.
Miałem 19 lat i byłem prostym chłopakiem z Bilbao. Słabo mówiłem po angielsku i nie miałem pojęcia o świecie mody. Miałem szczęście, że na początku zawodowej drogi trafiłem na Toma Forda.
Swój międzynarodowy pokaz miał podczas jesiennej kolekcji w Mediolanie i Paryżu w czasie tygodnia mody dla Emporio Armani i Johna Galliano. Wkrótce po roku przeniósł się do Nowego Jorku i pracował z najbardziej prestiżowymi fotografami świata takimi jak Peter Lindbergh, Mario Testino, Steven Meisel dla Versace czy Stephen Klein. Kolejne pokazy to m.in.: Bottega Veneta, Dolce & Gabbana, Salvatore Ferragamo, Carolina Herrera, Giorgio Armani, John Galliano i Chanel w Mediolanie i Paryżu. Kortajarena pojawił się w reklamie bezcukrowej Fanty Z „Mediterraneo”, reklamie telewizyjnej z 2005, która naśmiewała się z odchodzącej Fanta Lite.
W 2007 Kortajarena podpisał kontrakt z Guessem i ponownie odnowił kontrakt w 2008. Dzięki nowym kampaniom na trybunach, Terry Richardson sfotografował Kortajarenę dla Toma Forda u boku Noaha Millsa i stał się męskim modelem wytwórni na kolejne sezony. W 2008 stał się jednym z najbardziej poszukiwanych modeli na świecie.
Zdobył liczne nagrody w Niemczech, Włoszech, Francji, Stanach Zjednoczonych i Hiszpanii. 26 czerwca 2009 został wybrany przez Forbes jako jeden z 10 najbardziej wpływowych modeli na świecie i w rankingu Kortajarena zajął 8 miejsce.
Był na okładkach „Marie Claire”, „Esquire”, „Código Único”, „Vogue”, „Odda”, „GQ”, „Daily Front Row”, „Harper’s Bazaar”, „L’Officiel Hommes”, „Glamour” i „Fucking Young!”.
Debiutował w roli aktorskiej w nominowanym do Oscara filmie Samotny mężczyzna (2009). Pięciominutowa scena palenia papierosa, w której Kortajarena jako Carlos, ucharakteryzowany na Jamesa Deana, subtelnie uwodzi Colina Firtha.
W marcu 2011 trafił do hiszpańskiego magazynu „Vogue” obok Anji Rubik i Andresa Velencoso.
Pojawił się w kontrowersyjnym teledysku Madonny „Girl Gone Wild” (2012) i „Bitch I’m Madonna” (2015), reklamie biżuterii Davida Yurmana z Kate Moss oraz gościnnie wideoklipie Fergie Duhamel „M.I.L.F. $” (2016) i do piosenki „Ten dzień” (2016) w wykonaniu polskiego rapera, Szesnastego. W dramacie kostiumowym The Aspern Papers (2018) wystąpił w roli Jeffreya Asperna u boku Jonathana Rhysa Meyersa, Vanessy Redgrave i Joely Richardson. W osadzonym w latach 40. serialu kryminalnym Netflix Pełne morze (2019) zagrał postać Nicolása Vázqueza, członek załogi, który pomaga Evie (Ivana Baquero) zbadać tajemnicze zbrodnie popełnione na luksusowym statku, płynącym z Hiszpanii do Rio De Janeiro.

## Życie prywatne
Spotykał się z hiszpańską aktorką Blancą Romero (2007) i hiszpańskim aktorem Alfonso Bassave (2010). W latach 2014–2015 związany był z aktorem Lukiem Evansem.

## Filmografia

### Filmy
| Rok  | Tytuł                                                | Rola            | Reżyser                          |
| ---- | ---------------------------------------------------- | --------------- | -------------------------------- |
| 2009 | Samotny mężczyzna (A Single Man)                     | Carlos          | Tom Ford                         |
| 2014 | Hombre 2000 (film krótkometrażowy)                   | facet 2000 1    | Anton Uribe                      |
| 2014 | L’Agent by Agent Provocateur (wideo)                 | mężczyzna       | Penélope Cruz                    |
| 2015 | Mama (Ma ma)                                         | mężczyzna       | Julio Médem                      |
| 2015 | Andron (Andròn: The Black Labyrinth)                 | Luc             | Francesco Cinquemani             |
| 2015 | Versus (film krótkometrażowy)                        | Juanito         | Iñigo Eguren, Koldo Eguren       |
| 2016 | Acantilado                                           | Julián          | Helena Taberna                   |
| 2016 | Thirty-Six Hours (film krótkometrażowy)              | facet           | Kristell Chenut, Vincent Lacrocq |
| 2017 | Double Dutchess: Seeing Double - nowela „M.I.L.F. $” | Milfman         | Colin Tilley                     |
| 2017 | Ciała (Pieles)                                       | Guille          | Eduardo Casanova                 |
| 2018 | The Aspern Papers                                    | Jeffrey Aspern  | Julien Landais                   |
| 2019 | El destello (film krótkometrażowy)                   | Óscar           | Xavier Miralles                  |
| 2019 | Lo nunca visto                                       | Guiri           | Marina Seresesky                 |
| 2020 | Eurovision Song Contest: Historia zespołu Fire Saga  | Corin Vladvitch | David Dobkin                     |

### Produkcje telewizyjne
| Rok       | Tytuł                   | Rola            | Sieć      |
| --------- | ----------------------- | --------------- | --------- |
| 2017      | Quantico                | Felix Cordova   | ABC       |
| 2016-2017 | La Verdad               | Marcos Eguia    | Telecinco |
| 2019      | Pełne morze (High Seas) | Nicolás Vázquez | Netflix   |

## Teledyski
| Rok  | Tytuł               | Artysta    |
| ---- | ------------------- | ---------- |
| 2012 | „Girl Gone Wild”    | Madonna    |
| 2015 | „Bitch I'm Madonna” | Madonna    |
| 2016 | „M.I.L.F. $”        | Fergie     |
| 2016 | „Wolves”            | Kanye West |
| 2016 | „Ten dzień”         | Szesnasty  |

## Kampanie reklamowe
- 2004: Roberto Cavalli, Versace
- 2005: Fanta, Macy's, Springfield
- 2007: Guess, Armani
- 2008: Bally Shoe, Guess, Etro, Mango, Tom Ford Eyewear, Nicola Trussardi, Carlo Pignatelli, JPG Jeans, John Richmond, Wormland
- 2009: Brian Atwood, Diesel, Tom Ford, Etro, Guess, H&M, Matinique, Mangano, Jaeger, Mauro Grifoni
- 2010: Belvedere Vodka, El Palacio de Hierro, H&M, Matinique, Mangano, Esprit, Mauro Grifoni, Trussardi Jeans, Etienne Aigner, John Richmond, Matinique, Lagerfeld, Pepe Jeans, Esprit, David Yurman, 212 VIP fragrance, Next
- 2011: Lacoste, Pepe Jeans, Replay, David Yurman, Karl Lagerfeld, Lacoste
- 2012: Kenneth Cole, Zara, David Yurman, Roberto Cavalli, Vogue
- 2013: Hudson Jeans, Karl Lagerfeld zegarki Watches